# Тиран (цар Великої Вірменії)
Тиран (вірм. Տիրան) — цар Великої Вірменії з роду Аршакідів.

## Правління
Батьком Тирана був Хосров III Котак, який правив за сприятливих умов. На відміну від свого батька Тиран правив у період, коли над Вірменією нависла небезпека. Тиран зійшов на престол 338 року. 345 держава Сасанідів почала війну з Римом, до якої було втягнуто й Вірменію.
Всередині вірменської держави тривала боротьба царя й нахарарів. Особливо загострились відносини між Тираном і католикосом Юсіком з роду Григорія Просвітителя. Церква щодня ставала все більш впливовою й католикос набував усе більшої влади. Через це почалось протистояння між царем і католикосом. Католикоса було вбито за наказом Тирана. За ініціативою царя рід Просвітителя був усунутий від керівництва церквою. Католикосом було обрано Парені, оскільки Тирана турбувало, хто буде керувати церквою. Завдяки Тирану в боротьбі проти нахарарів з'явилась нова особистість — Айр-мардпет, якого історик Фавстос Бузанд змальовує як дуже підлу людину.
Тиран помер 350 року, і його наступником на престолі став Аршак II.